# نورمان وونغ
نورمان وونغ (بالإنجليزية: Norman Wong)‏ هو كاتب أمريكي، ولد في 1963.